# محمد خاكبور
محمد خاكبور ((بالفارسية: محمد خاکپور)؛ مواليد 20 فبراير 1969 في طهران) هو لاعب كرة قدم إيراني دولي سابق كان يلعب كمدافع. سبق له أن لعب في كأس العالم لكرة القدم 1998 مع منتخب بلاده.

## روابط خارجية
- محمد خاكبور على موقع الدوري الأمريكي (الإنجليزية)
- محمد خاكبور على موقع قاعدة بيانات كرة القدم.إي يو (الإنجليزية)
- محمد خاكبور على موقع ناشيونال فوتبول تيمز (الإنجليزية)
- محمد خاكبور على موقع كووورة